# Larry Kert
Larry Kert (né le 5 décembre 1930 à Los Angeles et mort le 5 juin 1991 à New York) est un acteur, danseur et chanteur américain. Il a tenu le rôle principal de Tony dans la comédie musicale West Side Story à sa création à Broadway en 1957.

## Biographie
Il fait ses études à la Hollywood High School de Los Angeles. Au début des années 1950, il obtient son premier engagement  professionnel avec la troupe théâtrale Bill Norvas and the Upstarts à Broadway (New York) dans la revue Tickets Please. En 1955, il chante dans les chœurs du spectacle Mr Wonderful de Sammy Davis Jr. C'est alors que sa collègue et amie Chita Rivera lui conseille de passer une audition comme danseur pour le spectacle gangway, une première mouture de ce qui deviendra par la suite West Side Story.
Quelques mois plus tard, il participe à une campagne publicitaire pour le journal Esquire. Stephen Sondheim le remarque et lui propose le rôle de Tony. Larry Kert hésite, puis apprend qu'il a décroché le rôle.
Sa dernière apparition en public fut au cours d'une tournée de la comédie musicale La Cage aux folles. Déjà malade, atteint du sida, il meurt en 1991 à l'âge de 60 ans.

## Carrière

### Revues et Comédies musicales
- Tickets, Please! (1950)
- John Murray Anderson's Almanac (1953)
- Ziegfeld Follies of 1956 (1956)
- Mr. Wonderful (1956)
- West Side Story (1957 ; 1960)
- A Family Affair (1962)
- Breakfast at Tiffany's (1966) (représentations interrompues avant la première sur Broadway)
- Cabaret (1968)
- Lock Up Your Daughters (1969)
- La Strada (1969)
- Company (1970) (en remplacement de Dean Jones)
- Two Gentlemen of Verona (1973)
- Sondheim: A Musical Tribute (1973)
- Sugar (1974)
- All American (1975)
- Mexican Hayride (1975)
- A Musical Jubilee (1975)
- Side by Side by Sondheim (1977 ; 1978 ; 1985)
- Joley (1979) (représentations interrompues avant la première)
- Al Jolson Tonight (1980) (représentations interrompues avant la première sur Broadway)
- They Say It's Wonderful: A Salute to Irving Berlin (1981)
- Anything Goes (1982)
- They're Playing Our Song (1983)
- Funny Girl (1984)
- Guys and Dolls (1984)
- Rags (1986)
- The Rise of David Levinsky (1987)
- Let 'Em Eat Cake (1987)
- Of Thee I Sing (1987)
- La Cage aux folles (1987)
- Legs Diamond (1988)
- Nymph Errant (1989)